# Diócesis de Butembo-Beni
La diócesis de Butembo-Beni (en latín: Dioecesis Butembensis-Benensis y en francés: Diocèse de Butembo-Beni) es una circunscripción eclesiástica de la Iglesia católica en la República Democrática del Congo. Se trata de una diócesis latina, sufragánea de la arquidiócesis de Bukavu. Desde el 3 de abril de 1998 su obispo es Melchisedec Sikuli Paluku.

## Territorio y organización
La diócesis tiene 45 000 km² y extiende su jurisdicción sobre los fieles católicos de rito latino residentes en las ciudades de Butembo y de Beni, y los territorios de Beni y de Lubero y parte del de Walikame en la provincia de Kivu del Norte, y parte de los territorios de Mambasa y de Irumu en la provincia de Ituri.
La sede de la diócesis se encuentra en la ciudad de Butembo, en donde se halla la Catedral de María Madre de la Iglesia. En Beni se encuentra la antigua catedral de San Agustín.
En 2020 en la diócesis existían 62 parroquias.

## Historia
La misión sui iuris de Beni fue erigida el 9 de abril de 1934 con la bula Quo latius del papa Pío XI, obteniendo su territorio del vicariato apostólico de Stanley Falls (hoy arquidiócesis de Kisangani).
El 9 de febrero de 1938 la misión sui iuris fue elevada a vicariato apostólico con la bula Si christifidelium por el papa Pío XI.
El 10 de noviembre de 1959, como resultado de la bula Cum parvulum del papa Juan XXIII, el vicariato apostólico fue elevado a diócesis, asumiendo el nombre de diócesis de Beni en el Congo.
El 7 de julio de 1960 cambió de nombre a diócesis de Beni y el 7 de febrero de 1967 volvió a cambiar de nombre asumiendo su nombre actual, debido al traslado de la sede episcopal de Beni a Butembo.
Desde el 22 de abril de 1988 está hermanada con la diócesis de Noto en Italia.

## Estadísticas
Según el Anuario Pontificio 2021 la diócesis tenía a fines de 2020 un total de 2 179 089 fieles bautizados.
| Año                                                                             | Población            | Población | Población      | Sacerdotes | Sacerdotes    | Sacerdotes    | Bautizados por sacerdote | Diáconos permanentes | Religiosos | Religiosos | Parroquias |
| Año                                                                             | Bautizados católicos | Total     | % de católicos | Total      | Clero secular | Clero regular | Bautizados por sacerdote | Diáconos permanentes | Varones    | Mujeres    | Parroquias |
| ------------------------------------------------------------------------------- | -------------------- | --------- | -------------- | ---------- | ------------- | ------------- | ------------------------ | -------------------- | ---------- | ---------- | ---------- |
| 1950                                                                            | 113 389              | 400 000   | 28.3           | 49         | 2             | 47            | 2314                     |                      |            | 29         | 11         |
| 1958                                                                            | 254 323              | 430 000   | 59.1           | 67         | 5             | 62            | 3795                     |                      | 14         | 116        |            |
| 1970                                                                            | 440 250              | 810 000   | 54.4           | 61         | 22            | 39            | 7217                     |                      | 101        | 237        | 24         |
| 1980                                                                            | 678 352              | 1 032 000 | 65.7           | 53         | 24            | 29            | 12 799                   |                      | 76         | 237        | 23         |
| 1990                                                                            | 816 847              | 1 245 453 | 65.6           | 97         | 56            | 41            | 8421                     |                      | 130        | 299        | 24         |
| 1996                                                                            | 893 525              | 1 363 784 | 65.5           | 151        | 105           | 46            | 5917                     |                      | 149        | 364        | 28         |
| 2000                                                                            | 1 090 735            | 1 570 807 | 69.4           | 157        | 112           | 45            | 6947                     |                      | 290        | 366        | 32         |
| 2001                                                                            | 1 144 021            | 1 557 385 | 73.5           | 151        | 108           | 43            | 7576                     |                      | 171        | 397        | 32         |
| 2002                                                                            | 1 137 210            | 1 722 117 | 66.0           | 151        | 102           | 49            | 7531                     |                      | 183        | 302        | 33         |
| 2003                                                                            | 929 417              | 1 403 616 | 66.2           | 154        | 111           | 43            | 6035                     |                      | 256        | 397        | 33         |
| 2004                                                                            | 898 653              | 1 392 536 | 64.5           | 205        | 125           | 80            | 4383                     |                      | 275        | 535        | 33         |
| 2006                                                                            | 993 000              | 1 463 000 | 67.9           | 199        | 132           | 67            | 4989                     |                      | 228        | 542        | 35         |
| 2012                                                                            | 1 173 000            | 1 730 000 | 67.8           | 348        | 176           | 172           | 3370                     |                      | 344        | 455        | 46         |
| 2015                                                                            | 1 266 000            | 1 868 000 | 67.8           | 318        | 186           | 132           | 3981                     |                      | 335        | 613        | 48         |
| 2018                                                                            | 1 383 470            | 2 040 580 | 67.8           | 331        | 193           | 138           | 4179                     |                      | 431        | 662        | 56         |
| 2020                                                                            | 2 179 089            | 2 875 099 | 75.8           | 341        | 203           | 138           | 6390                     |                      | 451        | 624        | 62         |
| Fuente: Catholic-Hierarchy, que a su vez toma los datos del Anuario Pontificio. |                      |           |                |            |               |               |                          |                      |            |            |            |

## Episcopologio
- Henri Piérard, A.A. † (1934-17 de mayo de 1966 falleció)[6]
- Emmanuel Kataliko † (17 de mayo de 1966-3 de marzo de 1997 nombrado arzobispo de Bukavu)
- Melchisedec Sikuli Paluku, desde el 3 de abril de 1998